# Alappuzha
Alappuzha (o Alleppey, Alappula, Alapalli) è una suddivisione dell'India, classificata come municipality, di 177.079 abitanti, capoluogo del distretto di Alappuzha, nello stato federato del Kerala. In base al numero di abitanti la città rientra nella classe I (da 100.000 persone in su).

## Geografia fisica
La città è situata a 9° 28' 60 N e 76° 19' 0 E al livello del mare.

## Società

### Evoluzione demografica
Al censimento del 2001 la popolazione di Alappuzha assommava a 177.079 persone, delle quali 85.708 maschi e 91.371 femmine. I bambini di età inferiore o uguale ai sei anni assommavano a 19.206, dei quali 9.905 maschi e 9.301 femmine. Infine, coloro che erano in grado di saper almeno leggere e scrivere erano 148.165, dei quali 73.138 maschi e 75.027 femmine.